# Искровский проспект
И́скровский проспект — улица в Невском районе Санкт-Петербурга. Является одной из основных транспортных артерий Весёлого Посёлка. Проходит от улицы Коллонтай до улицы Тельмана. Движение двухполосное в обе стороны. Фактически, Искровский проспект является продолжением улицы Бадаева на юг.

## История
Застройка этой территории жилыми домами началась в 70-е годы XX века.
Название проспекта, как и многих других улиц Весёлого посёлка, связано с революционной тематикой. В частности, магистраль получила своё имя в честь газеты «Искра» 2 октября 1970 года.
В рамках подготовки к трёхсотлетию Петербурга в 2002—2003 годах было реконструировано асфальтовое покрытие проспекта.

## Здания и достопримечательности
В основном, застройка проспекта велась с 1969 по 2005 год. В основном он застроен панельными 9-этажными домами и кирпичными зданиями по индивидуальным проектам.
Рядом с Искровским проспектом по обе его стороны от пересечения с улицей Подвойского до перекрёстка с улицей Антонова-Овсеенко располагается парк Строителей. В парке располагается церковь Святого первоверховного апостола Петра, возведённая в 2005—2010 годах.
Другая безымянная зелёная зона располагается по обе стороны проспекта от пересечения с улицей Евдокима Огнева до перекрёстка с улицей Крыленко.
В конце Искровского проспекта на перекрёстке с улицей Тельмана располагается строительный гипермаркет «Максидом», открытый в 2008 году. У пересечения Искровского проспекта и улицы Дыбенко расположен Правобережный рынок.

## Транспорт
Автобусы: 12, 118, 255А, 255Б, 285, 596Б.
Движение четырёхполосное, по две полосы в каждую сторону. Полоса у поребриков часто используется в качестве парковки, а посему на проспекте нередки дорожные заторы.

## Пересекает следующие улицы
- улица Коллонтай
- улица Подвойского
- улица Антонова-Овсеенко
- улица Дыбенко
- улица Шотмана
- улица Евдокима Огнева
- улица Крыленко
- улица Тельмана